# مانون ميليس
مانون ميليس (مواليد 31 أغسطس 1986) هي لاعبة كرة قدم هولندية سابقة.

## روابط خارجية
- مانون ميليس على موقع الاتحاد الدولي (مؤرشف)  (الإنجليزية)
- مانون ميليس على موقع الاتحاد الأوربي (الإنجليزية)
- مانون ميليس على موقع اتحاد السويد (السويدية)
- مانون ميليس على موقع قاعدة بيانات كرة القدم.إي يو (الإنجليزية)
- مانون ميليس على موقع Soccerway.com (الإنجليزية)